# Schloss Mühlhausen
Das Schloss Mühlhausen ist ein ehemaliges Wasserschloss in der Marktgemeinde Mühlhausen im Landkreis Erlangen-Höchstadt in Mittelfranken. Der Adelssitz befand sich seit der ersten bekannten Anlage aus der Mitte des 14. Jahrhunderts bis zum Beginn des 20. Jahrhunderts im Besitz der Familie von Egloffstein. Das Schloss war Amtssitz des Rittergutes Mühlhausen, welches neben der Dorf- und Gemeindeherrschaft über Mühlhausen auch die Niedere Gerichtsbarkeit über Mühlhausen, Decheldorf und Warmersdorf ausübte. Das Rittergut gehörte zum Ritterkanton Steigerwald.

## Geschichte
Erstmals erwähnt wurde eine Burganlage in Mühlhausen als Johann von Eglofstein mit Erlaubnis des Bamberger Bischofs Ludwig von Meißen 1368 hier eine Wasserburg errichtete. 1372 bekam eben jener Johann von Egloffstein vom Bamberger Bischof ein Burghutlehn für die Anlage verliehen.
Im Bauernkrieg 1525 wurde die Anlage genommen und beschädigt. Der Ebracher Abt Johannes II. Leiterbach wurde, nachdem er den Bauern in die Hände fiel, wohl hier gefangen gehalten und misshandelt. Weitere Zerstörungen erlitt die Anlage während des Zweiten Markgrafenkrieges sowie im Dreißigjährigen Krieg. Sie wurde jeweils wieder aufgebaut und schließlich 1746 bis 1748 barockisiert.
1806 ging auch Mühlhausen an das Königreich Bayern und das Schloss verlor seine Bedeutung als Amtssitz. Im Jahr 1861 gehörten zum Schloss noch drei Tagwerk Garten, fünf Tagwerk Wiesen und 252 Tagwerk Wald. Zu den Waldflächen gehörte auch der Weichelsberg mit dem Burgstall Bergstuhl, einer ehemaligen Burg der Egloffsteiner. Die Familie verkaufte 1863 den umfassenden Grundbesitz. 1869 wurde das Schloss zum Witwen- und Fräuleinsitz der Familie. Nach dem Ersten Weltkrieg verkaufte die Familie von Egloffstein 1920 dann auch das Schloss selbst. Seitdem befindet die Anlage sich in Privatbesitz.

## Baugeschichte und Beschreibung der Anlage
Der Ursprung der Anlage in einer spätmittelalterlichen Wasserburg lässt sich noch am Gebäude selbst erkennen, aber vor allem auch an seiner Lage. Um das Schloss herum befindet sich eine etwa 11000 m2 große Freifläche, bei der es sich um den ehemaligen Graben der Wasserburg handelt. Im Lidar-Scan der Anlage lässt sich deutlich die Vertiefung des Geländes im Verhältnis zur Umgebung erkennen. Auf der Kartierung, die bei der Uraufnahme des Königreichs Bayern entstanden ist, wird der Graben noch teilweise mit Wasser gefüllt dargestellt.
Bei der Anlage handelt es sich um eine zweigeschossige Vierflügelanlage mit Walm- und Satteldach, die in ihrer heutigen Gestalt auf die barocke Erneuerung im 18. Jahrhundert zurückgeht. Zum Schloss führt eine Sandsteinquaderbrücke, die aus dem 18. Jahrhundert stammt. Über dem Eingangstor findet sich eine doppelte Darstellung des Egloffsteiner Familienwappens.

## Denkmaldaten
- Das Schloss selbst ist unter der Nummer „D-5-72-143-14“ und mit der Beschreibung „Schloss der Grafen von Egloffstein, ehem. Wasserburg, zweigeschossige Vierflügelanlage mit Sattel- bzw. Walmdach und Architekturmalerei, 1746-48; über der Wasserburg des 14. Jh.; Brücke, einbogige Steinquaderbrücke, 18. Jh.“ als Baudenkmal geschützt.[6]
- Die untertägigen Strukturen und das umgebende Gelände des Schlosses ist unter der Nummer „D-5-6230-0100“ mit der Beschreibung „Burgstall des späten Mittelalters sowie untertägige frühneuzeitliche Befunde im Bereich des Schlosses bzw. Schlossareals Mühlhausen und seiner Vorgängerbauten.“ als Bodendenkmal geschützt.[7]